# Neotachina laticornis
Neotachina laticornis là một loài ruồi trong họ Tachinidae.